# Ortodoxa kyrkan av Alexandria
Ortodoxa kyrkan av Alexandria, även Alexandrias kyrka eller Grekisk-ortodoxa patriarkatet av Alexandria och hela Afrika, är en autokefal östlig ortodox kristen kyrka.
Alexandria-patriarkatet är ett av de fem ursprungliga patriarkaten, och det andra (ursprungligen tredje) i hedersrang bland dessa patriarkat. Kyrkan leds av patriarken av Alexandria, Patriark Theodoros II av Alexandria, och skall inte förväxlas med den Koptisk-ortodoxa kyrkan som också finns i Egypten.
Konciliet i Chalkedon 451 orsakade några turbulenta decennier med täta byten av patriarker med motsatta läroinriktningar och, med tiden, en splittring av det gamla Alexandria-patriarkatet. Sedan år 536 finns det två kyrkor i Alexandria, med var sin patriark, som båda gör anspråk på att deras kyrka grundats av aposteln Markus; den andra kyrkan är Koptisk-ortodoxa kyrkan som tillhör de orientaliskt ortodoxa samfunden och vars ledare kallas Koptisk-ortodox påve och patriark av Alexandria. 
Sedan den stora schismen 1054 har de ortodoxa kyrkorna inget samarbete med Romersk-katolska kyrkan och dess påve, men de erkänner påveämbetet som det främsta av de ursprungliga fem patriarkaten (primus inter pares). 
Ortodoxa kyrkan i Alexandria använder en reviderad juliansk kalender, och följer den bysantinska liturgin. Församlingen har 250 000-300 000 medlemmar.